# St. Louis Lions
El St. Louis Lions es un equipo de fútbol de los Estados Unidos que juega en la USL League Two, la cuarta liga de fútbol más importante del país.

## Historia
Fue fundado en el año 2006 en la ciudad de Saint Louis, Missouri por Tony Glavin, exjugador del Celtic FC de Escocia, como uno de los equipos de expansión de la antiguamente conocida USL Premier Development League de la temporada 2007. Su primer partido oficial lo perdieron 0-2 ante el Des Moines Menace y su primera victoria fue ante el Sioux Falls Spitfire por 3-2 tras ir perdiendo 0-2 al medio tiempo.
Lograron acceder a los playoffs por primera vez en la temporada 2007, alcanzando las semifinales de conferencia, siendo eliminados por el Michigan Bucks. Para el año 2008 clasificaron por primera vez a la US Open Cup, en la cual no pudieron superar la primera ronda ante el Minnesota Thunder de la USL First Division.
Fue hasta la temporada 2014 que consiguieron volver a clasificar a los playoffs, donde otra vez quedaron fuera en los cuartos de final.

## Clubes Afiliados
- Celtic FC (2011-)[1]

## Estadios
- Glavin Soccer Complex; Cottleville, Missouri (2006–)
- Lindenwood University Stadium; Saint Charles, Missouri 1 juego (2011)

## Entrenadores
- Tony Glavin (2006-)